# Maršál Itálie

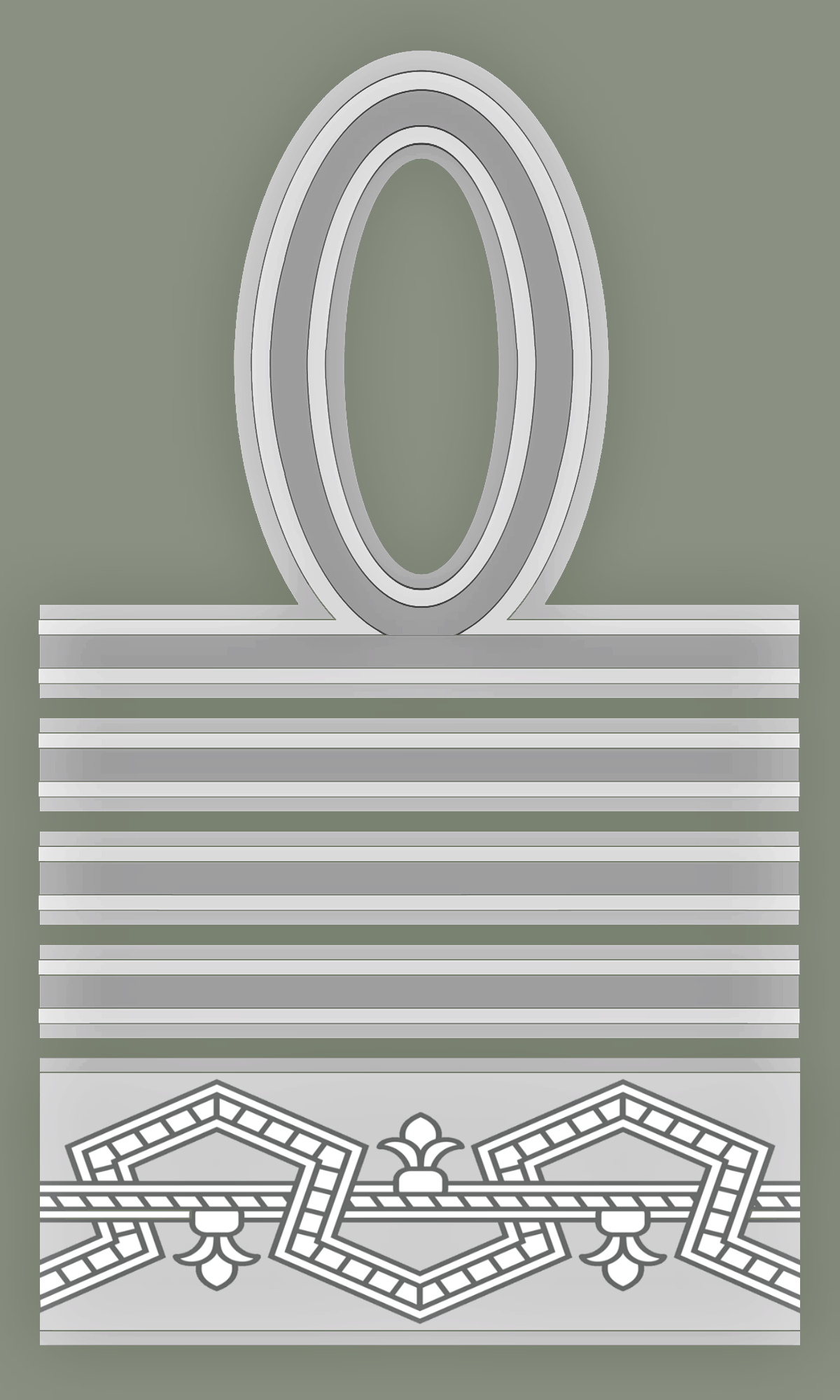
Rukávové hodnostní označení maršála Itálie.

Maršál Itálie (italsky Maresciallo d’Italia) byla vojenská hodnost ve fašistické Itálii. 

## Maršálové Itálie
- Luigi Cadorna (1924)
- Armando Diaz  (1924)
- Enrico Caviglia (1926)
- Emanuele Filiberto d'Aosta (1926)
- Pietro Badoglio (1926)
- Gaetano Giardino (1926)
- Guglielmo Pecori Giraldi (1926)
- Emilio de Bono (1935)
- Rodolfo Graziani (1935)
- Ugo Cavallero (1942)
- Ettore Bastico (1942)
- král Umberto II. (1942)
- Giovanni Messe (1943)

## Letecký maršál

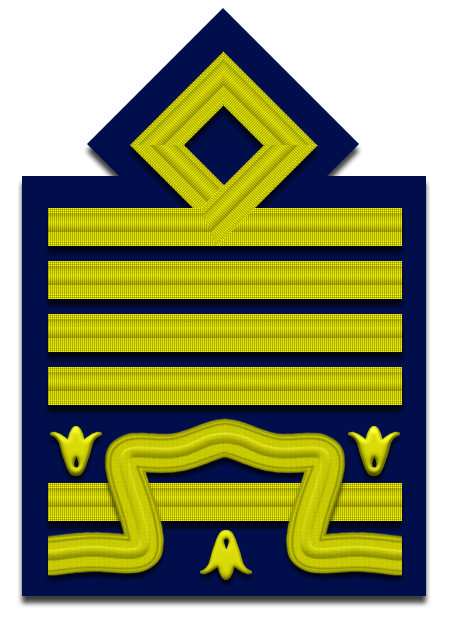
Hodnostní insignie leteckého maršála

V roce 1933 byla v rámci Regia Aeronautica zavedena čestná hodnost Maresciallo dell'aria (letecký maršál), jejímž jediným držitelem se stal fašistický politik a letec Italo Balbo.